# Rosbach vor der Höhe
Rosbach vor der Höhe Rosbach v. d. Höhe är en stad i Wetteraukreis i Regierungsbezirk Darmstadt i förbundslandet Hessen i Tyskland. Kommunen bildades 1 december 1970 när kommunen Nieder-Rosbach gick upp i Ober-Rosbach samtidigt som namnet ändrades till enbart Rosbach. Kommunen Rodheim vor der Höhe uppgick i Rosbach 1 augusti 1972 och staden fick sitt nuvarande namn Rosbach v.d. Höhe 14 mars 1973.